# Substratruvare
Substratruvare är en grupp av fiskar som vaktar sina ägg efter att ha lagt dem exempelvis på en växt, en sten, sjöbotten eller inuti en snäcka. 
Motsatsen till substratruvare sägs ofta vara munruvare. Det finns även kombinationer av substratruvare och munruvare: Det innebär att äggen läggs på en sten eller platt yta och när äggen kläckts ruvar honan ynglen i munnen.